# Lee Hye-Kyeong
Lee Hye-Kyeong (12 gennaio 1996) è una judoka sudcoreana.

## Palmares
- Campionati asiatico-pacifici di judo

Fujairah 2019: bronzo nei 48 kg.
- Campionati mondiali juniores

Abu Dhabi 2015: oro nei 44 kg
- Campionati asiatici juniores

Hong Kong 2014: oro nei 48 kg
- Campionati mondiali cadetti

Miami 2013: argento nei 48 kg